# Gangmaker (wielrennen)
Een gangmaker is in het wielrennen, tegenwoordig met name in het stayeren, iemand die op een ("grote") gangmaakmotor- of lichte motor, ook derny genoemd, vóór de renner rijdt om hem op gang te helpen en de luchtweerstand voor hem te verminderen.
In het verleden waren er ook ongemotoriseerde gangmakers, meestal tandems, triplets, quadruplets tot zelfs quintuplets (vijfzitters).
Doordat een gangmaker veel koersinzicht nodig heeft bij het bepalen van de tactiek voor een wedstrijd, het bepalen van een moment voor een versnelling alsook hoeveel de gangmaker kan vragen van de renner achter hem wat betreft de momenten en snelheden waarmee een en ander moet gebeuren, vindt men veel ex-wielrenners onder hen.

## Bekende (oud-)gangmakers
- André De Raet
- Walter Huybrechts
- Noppie Koch
- Sam Mooij
- Peter Möhlmann
- Raymond Persyn
- Erik Schoefs
- Joop Stakenburg
- Cees Stam
- Michel Vaarten
- Bruno Walrave
- Joop Zijlaard

## Bekende wegwedstrijden met gangmaking
- Bordeaux-Parijs
- Criterium der Azen
- Dernycriterium van Antwerpen